# Sebastián Dalmau y Oller
Sebastián de Dalmau y Oller (Barcelona, 29 de noviembre de 1682-Viena, 2 de agosto de  1762),  marqués de Montanaro. Aristócrata y militar español, partidario de la Casa de Austria durante la Guerra de Sucesión Española, estuvo al servicio de los Tres Comunes durante la Campaña de Cataluña (1713-1714).

## Biografía
Hijo de Amador Dalmau y Colom, un importante oligarca barcelonés, en 1704 el virrey Velasco encarceló a ambos acusándolos de formar parte del complot austracista auspiciado por el Príncipe de Hesse-Darmstadt. Fueron liberados en 1705 tras la toma austracista de Barcelona y Carlos de Austria le nombró caballero. En 1712 la compañía comercial «Dalmau, Abadal & Cortés» prestó 54.000 libras para financiar cuatro regimientos de miquelets en el frente del Ampurdán, que no fueron retornados hasta 1733 sin intereses. En junio de  1713 la compañía comercial «Dalmau, Abadal & Cortés» prestó 150.000 libras al mariscal Starhemberg para que pudiera evacuar a las tropas austríacas de Cataluña y dejar dicho territorio sin oposición a las tropas borbónicas. Al mes siguiente participó en la Junta General de Brazos que declaró la continuación de la guerra contra Felipe V y contra Francia, siendo nombrado miembro de la «Junta de los 36». Posteriormente alzó un regimiento de caballería del ejército de Cataluña, el regimiento de la Fe, con el cual tomó parte en la expedición comandada por el general Rafael Nebot y el diputado militar. Encarcelado a su regreso x acusado del fracaso, fue liberado a los pocos días tras la investigación en la que se alabó su conducta. 
En abril de 1714 fue el interlocutor de las conversaciones de paz con el ministro de Felipe V Juan Orry, pero a pesar de que el coronel Dalmau era favorable a una negociación, la «Junta de los 24» encabezada por Rafael Casanova lo rechazó. El 15 de mayo las tensiones en el interior de Barcelona fueron en aumento, y el coronel Dalmau retó a un duelo a muerte al general Miguel de Ramón y Tord. La intervención de Rafael Casanova y Antonio de Villarroel consiguió in extremis evitarlo. El 26 de agosto intentó sofocar uno de los motines que estallaron en el interior de Barcelona por el hambre, y el 4 de septiembre el general comandante Villarroel le pidió a Dalmau que intentara convencer a los Tres Comunes de Cataluña para que aceptaran la oferta de rendición borbónica, aunque no lo logró. 
Tras la caída de la ciudad, el 13 de septiembre acompañó al general francés marqués de Guerchy a las atarazanas de Barcelona para proceder al desarme de las tropas catalanas. El 15 de septiembre aplicó la orden del marqués de Guerchy para que se entregara la Bandera de Santa Eulalia, lo que fue muy mal visto por los que habían sido sus compañeros de armas. El 22 de septiembre de 1714 fue detenido junto a los demás oficiales del ejército rebelde, y en el momento de la detención se encontraba jugando a cartas con el general francés marqués de Guerchy, a quien había invitado a su casa. Fue encarcelado en Pamplona y después en el Alcázar de Segovia, siendo liberado en 1725. Emigró a Austria, donde el emperador Carlos de Austria le ofreció empleo en su ejército, llegando a ser teniente general. Se casó con la hija del marqués de Montanaro, pasando a ostentar dicho título, y murió en Viena en 1762.